# Adriana Boho
Adriana Boho (Malabo, 1988) es una estilista, escritora e influencer ecuatoguineana afincada en España. Es considerada la primera influencer afrodescendiente en España.

## Primeros años
Adriana nació en Malabo en 1988, y desde su más temprana edad creció en un ambiente de pobreza. Su madre y su abuela murieron cuando ella aún era una niña. A los dos años del fallecimiento de estas, Adriana se mudó a España. Sufrió rechazo y situaciones de racismo durante la educación secundaria por su color de piel, y no fue hasta la edad adulta que se sintió orgullosa de ser una mujer negra.

## Carrera
Adriana incursionó en el mundo de la moda a través de la creación de su propio blog, compaginándolo después como estilista y modelo.
Tras conocer a la periodista y escritora Nuria Marín en el 080 Barcelona Fashion, comenzó a trabajar como estilista personal para ella y para el también periodista Nando Escribano. Tiempo después ha trabajado como estilista de celebridades para cadenas de televisión como Telecinco o La Sexta.
El 9 de marzo de 2022 publicó su libro de divulgación Ponte en mi piel: Guía para combatir el racismo cotidiano, una obra que pretende servir de guía al lector para combatir el racismo cotidiano presente en la sociedad española. En mayo de 2023 participó en un debate televisado sobre el racismo en España, como parte del programa laSexta Xplica.
Boho utiliza su perfil como influencer de moda y su plataforma en redes sociales para combatir activamente y visibilizar las situaciones de racismo a las que hace frente en su día a día y que están normalizadas por la sociedad.

## Obras
- Ponte en mi piel: Guía para combatir el racismo cotidiano (2022)